# Persillé du Malzieu
Le persillé du Malzieu est un fromage au lait de brebis français fabriqué en Lozère.